# Том Ракочевић
Том Ракочевић (енгл. Tom Rakocevic; Торонто, 22. новембар 1976) канадски је политичар који је изабран у Законодавну скупштину Онтарија на покрајинским изборима 2018. и поново на покрајинским изборима 2022. године. Он представља изборну јединицу Хамбер Ривер–Блек Крик као члан Нове демократске странке Онтарија. Ракочевић је први представник те странке у историји дистрикта Хамбер Ривер–Блек Крик који је реизабран.
Претходно је био кандидат странке за исту јединицу (тада познатој као Јорк–Запад) на покрајинским изборима 2011. и 2014. године. Пре избора у парламент, био је запослен као извршни помоћник градског већника Торонта Ентонија Перуце.
Његов отац Вујица (рођен у Колашину) емигрирао је у Канаду шездесетих година.